# Capitanopsis
Capitanopsis és un gènere amb 4 espècies que pertany a la família de les lamiàcies.

## Distribució
Aquest gènere és natiu de Madagascar.

## Taxonomia
- Capitanopsis albida (Baker) Hedge, 1998.
- Capitanopsis angustifolia (Moldenke) Capuron, 1972.
- Capitanopsis cloiselii S.Moore, 1916.
- Capitanopsis decaryi Danguy, 1926.

## Font
- Journal of Botany, British and Foreign 54: 249. 1916.[3]